# Olivia Collins
Olivia Collins  (Mexikóváros, Mexikó, 1957. december 11. –) mexikói színésznő.

## Élete és pályafutása
1957. december 11-én született Mexikóvárosban. 1985-ben szerepelt az Angélica című telenovellában, ahol Leticiát alakította. 1996-ban a Te sigo amandóban játszott. 2001-ben a Mint a filmekben című sorozatban Zuzu szerepét játszotta. 2011-ben a Dos hogares című sorozatban kapott szerepet Anahí és Sergio Goyri oldalán.

## Filmográfia

### Telenovellák
- Szerelem ajándékba (Mi corazón es tuyo) (2014) .... Paulina
- Dos hogares (2011) .... Patricia Ortiz Monasterio Vda. de Ballesteros
- Hazugságok hálójában (Soñar no cuesta nada) (2005) .... Estela Olivares Álvarez
- Mint a filmekben (Como en el cine) (2001) .... Susana "Zuzú" Ramírez
- El candidato (1999) .... Maricarmen Manrrique
- Te sigo amando (1996) .... Leticia Aguirre
- Para toda la vida (1996) .... Lucia
- María José (1995) .... Dalila
- Dulce desafío (1989) .... Rosario Quintana
- Seducción (1986) .... Isabel
- Muchachita (1986) .... Irene
- Angélica (1985) .... Leticia

### Sorozatok
- Como dice el dicho (2013) .... Nuria

## Díjak és jelölések
TVyNovelas-díj
| Év   | Kategória            | Telenovella | Eredmény |
| ---- | -------------------- | ----------- | -------- |
| 2012 | Legjobb női főgonosz | Dos hogares | Jelölve  |